# フッ化物応用

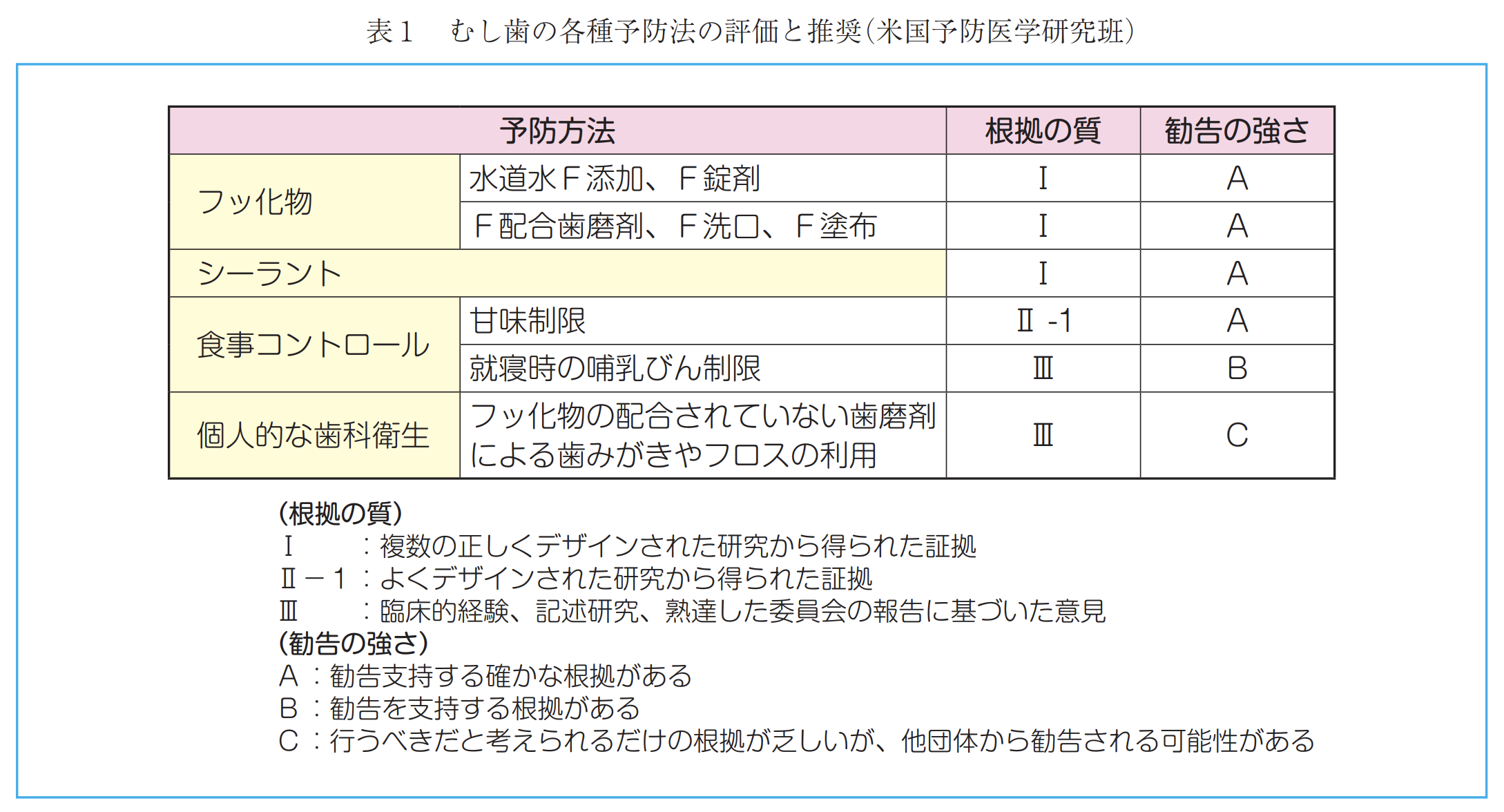
フッ化物応用は、確かなエビデンスをもつ虫歯予防法である

フッ化物応用（フッかぶつおうよう、Fluoride application）とは、フッ化物の応用、日本では特に虫歯予防のためのフッ化物の応用を指す。
フッ化物応用によるむし歯予防方法は、萌出した歯に直接作用する局所応用と、萌出した歯と歯の形成期の両方に作用する全身応用がある。近年はほとんどの歯磨剤にフッ化物が配合されており、フッ化物配合歯磨剤の使用は最も普及したフッ化物応用の一つとなっている。

## 日本の保健機関の見解
日本におけるフッ化物応用は1971年から議論されてきたが、2000年には厚生労働省から各応用についての見解が示されている。　
1971年、日本歯科医師会（弗化物調査委員会）はフッ化物に対する基本的見解を示した。
1972年、日本口腔衛生学会は、水道水フッ化物添加法の推進表明を示した。
1982年、日本口腔衛生学会は、う蝕予防プログラムのためのフッ化物応用に関する見解を示した。
1985年、国会における質問とそれに対する答弁が行われた。
1989年、厚生省は幼児期における歯科保健指導の手引きを発刊した。
1989年、日本学校歯科医会は学校歯科保健とフッ素を示した。
1999年、日本歯科医学会はフッ化物応用についての総合的見解を示した。
2000年、厚生省は水道水へのフッ化物添加についての合意文書を示した。
2000年、日本歯科医師会はフッ化物応用、水道水へのフッ化物添加に関する見解を示した。
2000年、厚生労働省は健康日本21にてフッ化物塗布、フッ化物配合歯磨剤についての目標を示した。
2002年、日本口腔衛生学会は今後のわが国における望ましいフッ化物応用への学術支援を示した。
2003年、厚生労働省はフッ化物洗口ガイドラインを示した。

## フッ化物の局所応用
フッ化物の局所応用は、フッ化物が萌出した歯に直接作用することを期待するフッ化物応用である。

### フッ化物配合歯磨剤
フッ化物配合歯磨剤は、歯磨剤中のフッ化物が歯の表面に作用し、歯のエナメル質に反応して、耐酸性の強い結晶を形成する。フッ素は、歯の再石灰化を促して歯質を増強したり、むし歯の原因菌に作用して酸の生成を抑制するなど、むし歯の予防や治療に大きな役割を果たす。
日本で初めてフッ化物配合歯磨剤が市販されたのは1948年。50年代にはこども歯磨剤を中心に普及がすすみ、モノフルオロリン酸ナトリウム配合の歯磨剤が発売された80年代初めには10％を超えるシェアをもつほどになり、現在では重量ベースで90％以上となっている。

### フッ化物洗口
フッ化物洗口は、フッ化物水溶液を用いてブクブクうがいを行い、歯のエナメル質表面にフッ化物を作用させて、虫歯を予防する方法である。
コクラン共同計画によれば、フッ化物洗口は永久歯の虫歯を、歯面数では平均27%、歯数では平均23%減少する。この効果はフッ化物配合歯磨剤の使用や水道水フッ化物添加環境下においても失われない。

#### 適応状況
| 分類         | 日本 | 米国 | 欧州 |
| ------------ | ---- | ---- | ---- |
| 医療用医薬品 | ○    | ○    | ○    |
| 一般用医薬品 | ○    | ○    | ×    |
| 医薬部外品   | ×    | -    | -    |
| 化粧品       | ×    | ×    | ○    |

〇はあり、×はなし、-は区分がないことを表す。

## フッ化物の全身応用
フッ化物の全身応用は、フッ化物が萌出した歯と歯の形成期の両方に作用するフッ化物応用である。

### 水道水フッ化物添加
水道水フッ化物添加は、フッ化物を上水道中に添加し、多数の住民を対象として虫歯を予防する手法。北アメリカとオーストラリアでは、多くの自治体が安価な費用で効果を期待できるとの考えにより、水道水へのフッ化物添加を実施している。
日本では、各地に点在する在日米軍基地においてフロリデーションが実施されている。
1952年2月、フッ化物濃度0.6mg/Lで京都市の山科上水道において実験的に開始された。フロリデーションは、当初提示された計画期間より 1 年長く継続され、1965年2月に終了した。
1967年、三重県歯科医師会が中心となって三重県朝日町において1971年まで6 年半にわたり実施された。この事業は、地域の歯科医師会が積極的にプロモーションを行って実現された。
2019年6月6日、吉田学医政局長が、厚生労働委員会にて、「フロリデーション、これは日本では行われておりません」と答弁している。
2022年7月19日、花角英世新潟県知事が、新潟県議会にて、「フロリデーションなど新たな展開を視野に入れたポピュレーションアプローチを県歯科医師会と研究してまいります」と答弁している。

### フッ化物サプリメント
アメリカでは飲料水中のフッ化物濃度が至適濃度より低い地区にて、う蝕リスクに基づき、フッ化物サプリメントが処方される。
コクラン共同計画によれば、学生（6歳以上）では、フッ化物配合サプリメントを使用すると、不使用と比較して、永久歯のう蝕に予防効果が認められた。う蝕予防効果に関して、フッ化物配合サプリメントとフッ化物局所応用の間に差はなかった
。